# Inazuma Eleven (manga)
Az Inazuma Eleven (イナズマイレブン; Inazuma Irebun) japán mangasorozat, amelyet Jabuno Tenja írt és rajzolt. A sorozatot a Shogakukan adta ki a CoroCoro Comicban a 2008 júniusi szám óta. A sorozat 2010-ben megnyerte a Kodansha manga-díjat a gyermekmanga kategóriában. A manga alapján animefeldolgozás is készült, mely a TV Tokyo műsorán szerepelt 2008. október 5. és 2011. április 27. között.

## Történet
A történet a Raimon Középiskola futballklubjáról szól. Az elején csak 7-en (plusz a menedzserük) vannak. Első meccsükön az Országos Akadémia, az ország legerősebb foci csapata, ellen játszanak, és ezen a meccsen múlik a klub jövője. A suli menedzserének a lánya, Nelly Raimon azt mondja, ha elfogadják a játékot, de vesztenek vagy nincs elég játékosuk akkor a klubot feloszlatják. Mark Evans, a csapatkapitány, nagy toborzásba kezd. Az egész sulit körbejárja egy nagy táblával a kezében. Végül Nathan Swift, Maxwell 'Max' Carson, Jim Wraith és William 'Willy' Glass csatlakozik, és így már elég emberük van. Az Akadémia porig alázza őket. Mark elszántsága a pályára késztette Axelt és lő egy gólt, ami a meccs állását tekintve semmit sem számít, mert 20–0-ra állt nyerésre az Akadémia. Viszont visszavonultak a meccstől, vagyis feladták, így a Raimon nyert és a foci klub is megmarad. Ezzel kezdetét veszi a középiskola futballjának egy új időszaka... A Raimon-t azontúl sokan hívták ki. Mikor megverték az Okkult Középiskolát beneveztek a Futball Frontvonalra. Sok akadályt leküzdöttek (hála David Evans jegyzeteinek) mire újra megküzdhettek az Akadémiával. Hosszú idő múlva legyőzték az Akadémiát, és Ray Darkot bezárták a börtönbe. Bekerülnek az Országos döntőbe, ám Ray Darkot szabadon engedik, és megalkotja az istenek vizét, mely drasztikusan átalakítja az ember sejtjeit. De a Raimon megküzd velük...

## Szereplők

### Raimon

#### Játékosok
Mark Evans (円堂 守; Endó Mamoru; Hepburn: Mamoru Endō)
- Kor: (valószínűleg) 13 éves
- Pozíció: Kapus, Söprögető (2. évad), Kapitány.
- Mezszám: 1/15
- Első megjelenés: 1. rész
- Leírás: Marknak rögeszméje a foci, a barátai néha fociőrültnek vagy focibolondnak hívják, bár őt ez egyáltalán nem zavarja, sőt még büszke is rá. Igaz egy kicsit naiv, de emellett optimista és elszánt. Minden álma az, hogy megnyerje a Futball Frontvonalat (Football Frontier), amit meg is valósít. Nagyapja híres focista volt 40 éve, de balesetben látszólag meghalt. Mark szinte mindent a nagyapja futballjegyzeteiből olvasott és annak köszönhetően kezdett el focizni, és ezekből a jegyzetekből tanulták meg a legtöbb technikát. Pl: az Inazuma Lecsapás, az Inazuma 1. Igaz, egy kicsit kacifántosan írta őket, és iszonyatosan ocsmányul, amit csak Mark tud elolvasni. Az 1. részben láthattuk, hogy kisiskolásokkal gyakorol, mert sosem engedik őket játszani a pályán, akkor sem, ha üres.
- Rokonai: Harry Evans (apja), Sharon Evans (anyja), David Evans (nagyapja)
- Szinkronhangja: Takeucsi Dzsunko  (japán), Maria Darling (angol), Ungvári Gergely (magyar)
- Speciális technikái: Isteni kéz, Tűzgolyó ököl, Lángoló ököl, Démon kéz, Inazuma 1, Inazuma 1 lecsapás, Inazuma törés, Hármas Pegazus, Hármas főnix, Megatonnás fejelés, Isteni kéz V (Go), Halál Zóna 2, Igazság Ökle, Ijigen kéz, Düh kalapács

Axel Blaze (豪炎寺 修也; Góendzsi Súja; Hepburn: Shūya Gōenji)
- Kor: (valószínűleg) 14 éves
- Pozíció: 'Ászcsatár'
- Mezszám: 10
- Leírás: Axel az Ász Csatár. Az előző sulijával, a Kirkwooddal (ejtsd: Körkvúd, eredetileg: Old Kidokawa Seishuu), bejutott a Futball Frontvonal döntőjébe, de a meccsre siető kishúga balesetet szenvedett. Axel azon nyomban a kórházba sietett, és a többiek, legalábbis a Murdock (ejtsd: Mördok, eredetileg: Mukata) testvérek ezt úgy fogták fel, hogy Axel megfutamodott a harctól. Említenem sem kell, hogy kikaptak. A kórházban Axel megígéri a kómába esett húgának, hogy soha többet nem focizik, miszerint, ha nem focizott volna, akkor Yuuka sem sérült volna meg. Először a folyópart melletti utcán láthattuk, mikor észreveszi, hogy pár punk srác bántja Markot és a kisiskolásokat, és a kis. Később átiratkozik a Raimon Középiskolába.
- Rokonai: Yuuka Blaze (húga).
- Szinkronhangja: Nodzsima Hirofumi  (japán), ??? (angol), Czető Roland (magyar)
- Speciális technikái: Tűz tornádó, Sárkány tornádó, Inazuma lecsapás, Inazuma 1, Inazuma 1 lecsapás, Tűz kakas, Inazuma törés, Császárpingvin 2, Iker lövés F, Robbanékony tűzvihar, Tigris vihar, Robbanékony csavar

Nathan Swift (風丸 一郎太; Kazemaru Icsiróta; Hepburn: Ichirōta Kazemaru)
- Kor: (valószínűleg) 14 éves
- Pozíció: Védő
- Mezszám: 2
- Első megjelenés: 1. rész
- Leírás: Ő a leggyorsabb. Nathan eredetileg az atlétika klubba tartozik, és csak segíteni van a csapatban, amíg az össze nem áll rendesen. Eleinte ez volt a terve, de nagyon meg szerette a focit és nem tudta csak úgy abba hagyni. Még új a suliban.
- Rokonai:
- Szinkronhangja: Nisigaki Juka  (japán), ??? (angol), Glósz András  (magyar)
- Speciális technikái: Tűz kakas, Szélisten tánca, Sötét főnix, Hármas Rohan, Klón védelem

Jack Wallside (壁山 塀吾郎; Kabejama Heigoró; Hepburn: Heigorō Kabeyama)
- Kor: (valószínűleg) 14 éves
- Pozíció: Védő
- Mezszám: 3
- Első megjelenés: 1. rész
- Leírás:
- Rokonai:
- Szinkronhangja: Tano Megumi  (japán), ??? (angol), Gacsal Ádám (magyar)
- Speciális technikái: Inazuma lecsapás, Inazuma 1 lecsapás, A fal, A hegy

Jim Wraith (影野 仁; Kageno Dzsin; Hepburn: Jin Kageno)
- Kor: (valószínűleg) 15 éves
- Pozíció: Védő
- Mezszám: 4
- Leírás:
- Rokonai:
- Szinkronhangja: Nakamura Juicsi  (japán), ??? (angol), Endrédi Máté (magyar)
- Speciális technikái: Pörgés bilincs

Todd Ironside (栗松鉄平; Kurimacu Teppei; Hepburn: Teppei Kurimatsu)
- Kor: (valószínűleg) 14 éves
- Pozíció: Védő
- Mezszám: 5
- Leírás:
- Rokonai:
- Szinkronhangja: Hino Miho  (japán), ??? (angol), Dene Tamás (magyar)

Steve Grim (半田 真一; Handa Sinicsi; Hepburn: Shinichi Handa)
- Kor: (valószínűleg) 14 éves
- Pozíció: Középpályás
- Mezszám: 6
- Leírás:
- Rokonai:
- Szinkronhangja: Simino Hiro  (japán), ??? (angol), Czető Ádám (magyar)
- Speciális technikái: Forgó rúgás, V Forradalom

Tim „Timmy” Saunders (少林寺歩; Sórindzsi „Sórin” Ajumu; Hepburn: Ayumu „Shourin” Shōrinji)
- Kor: (valószínűleg) 14 éves
- Pozíció: Középpályás
- Mezszám: 7
- Leírás:
- Rokonai:
- Szinkronhangja: Dzsó Maszako  (japán), ??? (angol), Morvay Bence (magyar)
- Speciális technikái: Forgószél pörgetés, Kung Fu fej

Sam Kincaid (宍戸佐吉; Sisido Szakicsi; Hepburn: Sakichi Shishido)
- Kor: (valószínűleg) 14 éves
- Pozíció: Középpályás
- Mezszám: 8
- Leírás:
- Rokonai:
- Szinkronhangja: Nara Tóru  (japán), ??? (angol), Penke Bence (magyar)
- Speciális technikái: Gránát bomba

Maxwell „Max” Carson (松野 空介; Macuno „Max” Kúszuke; Hepburn: Kūsuke „Max” Matsuno)
- Kor: (valószínűleg) 14 éves
- Pozíció: Támadó
- Mezszám: 9
- Leírás:
- Rokonai:
- Szinkronhangja: Kodaira Júki  (japán), ??? (angol), Berkes Bence (magyar)

Kevin Dragonfly (染岡 竜吾; Szomeoka Rjúgo; Hepburn: Ryūgo Someoka)
- Kor: (valószínűleg) 14 éves
- Pozíció: 'Ászcsatár'
- Mezszám: 11
- Leírás:
- Rokonai:
- Szinkronhangja: Kasze Jaszujuki  (japán), ??? (angol), Előd Botond (magyar)
- Speciális technikái: Sárkány üvöltés, Sárkány tornádó

William „Willy” Glass (目金 欠流; Megane Kakeru; Hepburn: Kakeru Megane)
- Kor: (valószínűleg) 14 éves
- Pozíció: Csatár
- Mezszám: 10/12
- Leírás:
- Rokonai:
- Szinkronhangja: Kató Nanae  (japán), ??? (angol), Baráth István (magyar)
- Speciális technikái: Törő bomba

Bobby Shearer (土門 飛鳥; Domon Aszuka; Hepburn: Asuka Domon)
- Kor: (valószínűleg) 15 éves
- Pozíció: Védő
- Mezszám: 13
- Leírás:
- Rokonai:
- Szinkronhangja: Konno Dzsun  (japán), ??? (angol), Timon Barna (magyar)
- Speciális technikái: Killer becsúszás, Hármas Pegazus, Hármas főnix

Jude Sharp (鬼道 有人; Kidó Júto; Hepburn: Yūto Kidō)
- Kor: (valószínűleg) 14 éves
- Pozíció: Középpályás
- Mezszám: 14
- Leírás:
- Rokonai: Celia Hills
- Szinkronhangja: Joshino Hirojuki  (japán), ??? (angol), Joó Gábor (magyar)
- Speciális technikái: Császárpingvin 2, Iker lövés, Inazuma törés, Iker lövés F

Eric Eagle (一之瀬 一哉; Icsinosze Kazuja; Hepburn: Kazuya Ichinose)
- Kor: (valószínűleg) 14 éves
- Pozíció: Középpályás
- Mezszám: 16
- Leírás:
- Rokonai:
- Szinkronhangja: Kadzsi Júki (japán)  (japán)
- Speciális technikái: Orsó rúgás, Hármas Pegazus, Hármas főnix, Császárpingvin 2, Iker lövés

Byron Love (一亜風炉 照美; Afuro Terumi "Aphrodi"; Hepburn: Äfüro Terumi)
- Kor: (valószínűleg) 14 éves
- Pozíció: Csatár
- Mezszám: 10/11
- Leírás: Sulija a Zeus akik a Football Frontvonal (Football Frointer) döntőjében játszottak a Raimon ellen és vereséget szenvedtek. Majd később (2. évad) csatlakozott a Raimonhoz az űrlények elleni csatákban. Ebben az időszakban derült ki, hogy Sakura "Love" a húga.
- Rokonai: Sakura "Love" (húga)
- Speciális technikái: Isteni Tudás, Isteni Mindent Tudás, Égi idő, Iker Angyal

Sakura "Love" (一さくら照美; Sakura Terumi; Hepburn: Sakurä Terumi)
- Kor: (valószínűleg) 13 éves
- Pozíció: 'Ászcsatár'/Kapus
- Mezszám: 12
- Leírás: Új diákként jött a Raimonba. Pár napon át figyelte ahogy a focicsapat edzett majd rá szánta magát, hogy csatlakozzon.
- Rokonai: Byron Love (bátya)
- Speciális technikái: Ciklon, Tájfun Tornádó, Dupla Tornádó, Iker Angyal

#### Edzők
Seymour Hillman (響木 正剛; Hibiki Szeigó; Hepburn: Seigō Hibiki)
- Kor: (valószínűleg) 55-58 éves
- Leírás:
- Rokonai:
- Szinkronhangja:  (japán)

Frank Wintersea (冬海 卓; Szuguru Fudzsukai; Hepburn: Fuyukai Suguru)
- Kor: (valószínűleg) 30 éves
- Leírás:
- Rokonai:
- Szinkronhangja: ???  (japán),  ??? (angol),  Vári Attila (magyar)

#### Menedzserek
Silvia Woods (木野 秋; Aki Kino; Hepburn: Kino Aki)
- Kor: (valószínűleg) 14 éves
- Leírás:
- Rokonai:
- Szinkronhangja: Orikasza Fumiko  (japán), ??? (angol), Talmács Márta (magyar)

Celia Hills (音無 春奈; Otonasi Haruna; Hepburn: Haruna Otonashi)
- Kor: (valószínűleg) 14 éves
- Leírás:
- Rokonai: Jude Sharp (bátya).
- Szinkronhangja: Szaszaki Hinako  (japán), ??? (angol), Laudon Andrea (magyar)

Nelly Raimon (雷門 夏未; Raimon Nacumi; Hepburn: Natsumi Raimon)
- Kor: (valószínűleg) 14 éves
- Leírás:
- Rokonai: Sonny Raimon (apja)
- Szinkronhangja: Kobajasi Szanae  (japán), ??? (angol), Bogdányi Titanilla (magyar)

### További szereplők
Sharon Evans 
- Kor: (valószínűleg) 30-35 éves.
- Leírás: Mark édesanyja.
- Rokonai:
- Szinkronhangja:  (japán)

 Harry Evans 
- Kor: (valószínűleg) 30-35 éves
- Leírás: Mark édesapja. Kedves, jó indulatú ember. Idézem: „Te is tudod, hogy nem sokat tudok a fociról, de azt tudom, hogy a gyerekek imádják a sportokat”
- Rokonai: Sharon Evans (felesége), Mark Evans (fia), David Evans (apósa).
- Szinkronhangja: ???  (japán), ??? (angol), Maday Gábor (magyar)

 David Evans  (Endou Daisuke, 円堂 大介
- Kor: (valószínűleg) 75-80 éves
- Leírás: Ő Márk nagyapja, és az Inazuma Eleven egykori edzője. Fiatal korában kapitánya volt a Raimon csapatának is. Ő írta azokat a jegyzeteket, amiből később Markék tanulták a technikákat.
- Rokonai: Sharon Evans (lánya), Harry Evans (veje), Mark Evans (unokája).
- Szinkronhangja: Josino Hirojuki (fiatal), Fudzsimoto Juzuru  (japán), ??? (angol), ??? (magyar)

## Magyar változat (anime)
A magyar változatot a Turner Broadcasting System megbízásából a BTI Stúdió készítette.
Magyar szöveg: 
- Igarasiné Szabó Adrienn

Vágó:
- Zöld Zsófia

Hangmérnök:
- Blényesi Márk

Gyártásvezető:
- Tóth Ágnes

Szinkronrendező:
- Sipos Pál